# This Is My Time Tour
This Is My Time Tour là tour diễn đầu tiên của ca-nhạc sĩ người Mỹ Raven-Symoné để quảng bá cho album phòng thu của mình mang tên This Is My Time. Tour diễn được công bố chính thức vào ngày 7 tháng 12 năm 2005 kèm theo 37 buổi diễn bắt đầu từ Richmond, và kết thúc tại Columbia vào 21 tháng 10 năm 2006. Tour diễn được thực hiện tại Nam Mĩ và Puerto Rico, và thu về 2.5 triệu đô-la tổng cộng 37 buổi diễn.

## Danh sách ca khúc
1. Mystify
2. Superstition
3. Alice
4. Typical
5. What's Real?
6. Life Is Beautiful
7. Grazing In the Grass
8. Bump
9. Overloved
10. Just Fly Away
11. Supernatural
12. Are You Feelin' Me
13. Jump In
14. Some Call It Magic
15. Backflip (Remix)
16. What Is Love?
17. Set Me Free
18. This Is My Time